# Liste des voies de communication terrestre entre la France et l’Espagne
La frontière entre l'Espagne et la France est la frontière internationale terrestre et maritime séparant les deux pays ayant à la fois une façade atlantique et une façade méditerranéenne. Courant sur 623 kilomètres le long des Pyrénées, c'est la plus longue frontière terrestre de la France métropolitaine.

## Passages et voies de communication
D'ouest en est, les principaux points de passage sont ceux de :
- Hendaye / Irun
- Col d'Ibardin
- La Rhune
- Col de Lizuniaga
- Col de Lizarrieta
- Dantxarinea (Urdazubi) / Dancharia (Ainhoa)
- Col d'Iguskiegui
- Col d'Ispéguy
- Col d'Esnazu
- Arnéguy / Valcarlos[1] (vallée de la Nive et du rio Luzanne).
- Col de Bentarte[1] (sur l'itinéraire du Pèlerinage de Saint-Jacques-de-Compostelle, par le camino navarro)
- Port de Larrau
- Col de la Pierre Saint-Martin
- Pas d'Arlas
- Col et tunnel routier du Somport
- Col du Pourtalet
- Port de Boucharo
- Tunnel Aragnouet-Bielsa
- Col du Portillon
- Pont du Roi[2] (passage de la Garonne, entrée du val d'Aran)
- Port d'Aula
- Bourg-Madame / Puigcerdà
- Col d'Ares
- Col du Perthus
- Col de Banyuls
- Col des Balistres (Cerbère / Portbou)